# John Barbirolli
John (Giovanni Battista) Barbirolli (Londen, 2 december 1899 - aldaar, 29 juli 1970) is een beroemde Britse dirigent van de 20e eeuw. Hij was een alleskunner en breed Europees georiënteerd, maar had toch een speciale reputatie in het laat-romantische repertoire, bijvoorbeeld Gustav Mahler, Jean Sibelius en Edward Elgar.
Barbirolli gaf de eerste uitvoeringen van zowel de 7e (Sinfonia antartica) als de achtste symfonie in d mineur van Ralph Vaughan Williams, verschillende werken van Benjamin Britten alsook de Britse première van Alban Bergs Kammerkonzert. Van 1943 tot 1970 was hij hoofddirigent van het Hallé Orchestra in Manchester.
Hij was getrouwd met Evelyn Rothwell, een hoboïste.
Barbirolli werd begraven in het St. Mary's Roman Catholic Cemetery in Kensal Green.

## Chronologisch overzicht
- 1910: eerste optreden als cellist, op 11-jarige leeftijd
- 1911-1912: studeert aan Trinity College in Londen
- 1912-1917: studeert aan RAM (Royal Academy of Music)
- 1915: wordt cellist bij Queen's Hall Orchestra
- 1937: volgt Arturo Toscanini op als dirigent bij New York Philharmonic
- 1943: dirigent bij Hallé Orchestra
- 1949: wordt geridderd en mag als sir benoemd worden
- 1950: ontvangt 1e prijs Royal Philharmonic Society

- Bibsys: 2034948
- Biblioteca Nacional de España: XX872568
- Bibliothèque nationale de France: cb138911459 (data)
- Gemeinsame Normdatei: 118657143
- International Standard Name Identifier: 0000 0003 6855 6358
- Library of Congress Control Number: n81023033
- Nationale Bibliotheek van Letland: 000067014
- MusicBrainz: 6af449ad-010c-4dc4-afcb-9866cfe619df
- Nationale Bibliotheek van Tsjechië: ola2002151547
- Nationale bibliotheek van Australië: 36052572
- Nationale Bibliotheek van Israël: 987007298071705171
- Nationale Bibliotheek van Polen: a0000002089496
- Nederlandse Thesaurus van Auteursnamen: 073087025
- Réseau des bibliothèques de Suisse occidentale: 02-A002968309
- Istituto Centrale per il Catalogo Unico: SBLV273616
- SNAC: w63n21mj
- Système universitaire de documentation: 080493076
- Trove: 449038
- Virtual International Authority File: 69114767
- WorldCat: E39PBJmxVCpGYfPj43dMgQJkXd